# Хенч, Ларри
Ларри Хенч (англ. Larry Hench) (1938—2015) — американский учёный в области материаловедения. Родился 21 ноября 1938 года. Является изобретателем биоактивного стекла.
В 1961 году он получил степень бакалавра и в 1964 году докторскую степень в области керамической инженерии в Университете штата Огайо. В конце 1960-х годов доктор Хенч стал молодым профессором кафедры материаловедения и инженерии Флоридского университета, где преподавал материаловедение в течение 32 лет.
В 1995 году перешёл работать в Имперский колледж Лондона в качестве заведующего кафедрой керамических материалов, где на протяжении 10 лет являлся соучредителем и одним из руководителей Центра тканевой инженерии и регенеративной медицины. Кроме разработок в области биоматериалов Хенч проводил исследования в области электрокерамики, оптики, иммобилизации ядерных отходов. Хенч является автором более 800 статей, 30 книг и 32 патентов США. Он также опубликовал серию популярных детских книг, которые в доступной форме рассказывают о науке детям младшего возраста.
Скончался Ларри Хенч 16 декабря 2015 года в возрасте 77 лет в своём доме в Форт-Майерсе (Флорида).